# Eckern (Jönköpings län)
Eckern är en sjö i Jönköpings kommun och Vaggeryds kommun i Småland och ingår i Lagans huvudavrinningsområde. Sjön är 11,9 meter djup, har en yta på 2,22 kvadratkilometer och är belägen 216 meter över havet. Sjön avvattnas av vattendraget Lagan.

## Delavrinningsområde
Eckern ingår i det delavrinningsområde (638983-140044) som SMHI kallar för Utloppet av Eckern. Avrinningsområdets medelhöjd är 228 meter över havet och ytan är 35,45 kvadratkilometer. Det finns inga delavrinningsområden uppströms utan avrinningsområdet är högsta punkten. Lagan som avvattnar avrinningsområdet har biflödesordning 2, vilket innebär att vattnet flödar genom totalt 2 vattendrag innan det når havet efter 227 kilometer. Delavrinningsområdet består mestadels av skog (67 procent) och sankmarker (12 procent). Avrinningsområdet har 3,11 kvadratkilometer vattenytor vilket ger det en sjöprocent på 8,8 procent.